# جیمی بل
اندرو جیمز ماتفین «جِیمی» بل (به انگلیسی: Andrew James Matfin "Jamie" Bell) (زاده ۱۴ مارس ۱۹۸۶) معروف به جیمی بل، بازیگر انگلیسی است. او به خاطر بازی در فیلم‌هایی همچون بیلی الیوت (۲۰۰۰)، جریان نهفته(۲۰۰۴)، کینگ کونگ (۲۰۰۵)، شادی در دوزهای کم (۲۰۰۵)، جهنده (۲۰۰۸)، عقاب (۲۰۱۱)، ماجراهای تن‌تن (۲۰۱۱)، وقفه(۲۰۱۱) و مجموعه تلویزیونی انقلاب: جاسوسان واشینگتن (۲۰۱۴)،  ستاره‌ها در لیورپول (۲۰۱۷)، دانی‌بروک (۲۰۱۸)  و پوست مشهور است.

## بخشی از جوایز وافتخارات
- برنده بفتای بهترین بازیگر نقش اول مرد برای فیلم بیلی الیوت در سال ۲۰۰۰